# Karkaar-Gebirge
Das Karkaar- oder Karkar-Gebirge ist eine Kette von schroffen Bergen im Nordosten Somalias, die sich von Westen nach Osten durch die Region Bari zieht.
In der Verwaltungsgliederung des einseitig für autonom erklärten Puntland ist Karkaar der Name einer eigenen, von Bari abgetrennten Region, die den Teil Baris südlich der Karkaar-Berge umfasst.